# Isaac Grünewald
Isaac Grünewald (født 2. september 1889 i Stockholm ; død 22. maj 1946 i flystyrt ved Bærum, Oslo) var en svensk maler.
1907 var Grünewald med i De unga (også 1909 års män), en kunstnergruppe der opløstes 1911.
|  |  |  | 1909, 1910 og 1911 udstillede gruppens medlemmer i 'Hallins konsthandel' (sv) i Stockholm. Efter debutudstillingen kaldtes de også 1909 års män. I kunsthistorien har de stået for det moderne gennembrud i svensk kunst. |

1908-11 var Grünewald elev hos Henri Matisse i Paris og var med sin første hustru Sigrid Hjertén aktiv i opgøret med impressionisme og nationalromantik.
Grünewald var i en periode (1932/38-1942) underviser ved Konsthögskolan i Stockholm, og fra 1942 drev han desuden sin egen malerskole.
1926 fik Grünewald til opgave at udsmykke 'Lilla salen' i Stockholms konserthus; den blev senere kaldt Grünewaldsalen.
Udover at male beskæftigede Grünewalds sig også med bogillustrationer og film. I perioden 1942-46 var han tilknyttet den svenske porcelænsfabrik Rörstrand, hvor han bl.a. arbejdede med udsmykning af vaser, urner, fade og skåle. 
Genstandene fra Rörstrand var signeret "IG" eller "Grünewald".

Grünewald døde med sin anden hustru Märtha Grundell i et flystyrt uden for Oslo den 22. maj 1946. De er begravede på Judiska församlingens Norra Begravningsplats i Solna, Sverige.
| - Selvportrætter og foto med Isaac Grünewald og hustru - Selvportræt, 1912 - Isaac Grünewald fotograferet af Peter Elfelt 1918 - Selvportræt, 1937 - Isaac Grünewald i sit atelier i 'Grünewaldvillan' (sv), 1942 - Isaac Grünewald uden for 'Grünewaldvillan' i Saltsjöbaden, med hustru Märta Grundell (sv), ml. 1937 og 1946 |

| - Værker af Isaac Grünewald - Portræt af fru Ise Morssing, 1910 - Det syngende træ fra 1915 er udstillet på Norrköpings konstmuseum. - Udsigt over Stadsgården (gård ~'skeppsgård') 1917 - Udsigt over Stockholm, 1917 - Blomsterstilleben med amaryllis |

| - Udsmykning: 'Grünewaldsalen' - Grünewaldsalens foyer - Grünewaldsalen, mod scenen - Loftmaleri (beskåret) |

| - 'Morgenrøden' i Tändstickspalatsets sessionssal - Fotomontage af Grünewalds 18 meter lange monumentale maleri "Morgenrøden" Langs væggen står de originale stole, med Ivar Kreugers stol i midten. |